# Подводные лодки типа «Зеехунд»
Подводные лодки типа «Зеехунд» (другое название Тип XXVII; нем. Seehund, «тюлень») — проект немецких сверхмалых подводных лодок периода Второй мировой войны. Разработан в 1944 году на основе проекта Hecht. Экипаж — 2 человека. Использовались Кригсмарине в последние месяцы войны.

## Технические особенности

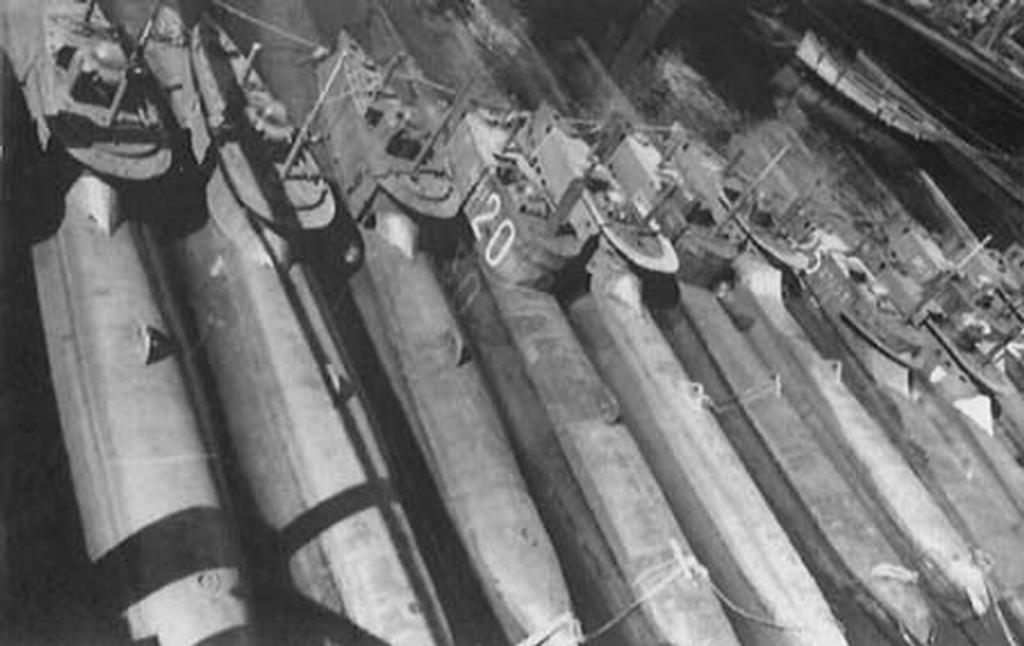
Захваченные подводные лодки «Зеехунд», 1945

Лодки данного типа собирались на верфях в Киле, Эльбинге и Ульме из трёх полностью готовых секций, что значительно ускоряло производство.
Для надводного хода лодки использовался 6-цилиндровый автомобильный дизельный двигатель, что обеспечивало существенную дальность плавания, а для подводного — электромотор.
Подлодки типа «Зеехунд» обладали способностью погружаться динамическим способом — за счет работы горизонтальных рулей на ходу. За 6-7 секунд они могли погрузиться на глубину 5 метров, рекордное время погружения составляло 4 секунды. Благодаря конструктивным особенностям дизельный двигатель мог работать на глубинах до 10, а иногда и 15-17 метров. Специальный клапан выдавливал выхлопные газы наружу под давлением в 2 атмосферы. При этом дизельный двигатель использовал предназначенный для экипажа воздух, но глох ещё до того, как экипаж получал баротравму, обычную для больших лодок со шнорхелем, у которых дизель также периодически мог работать на воздухе из внутренних объёмов лодки. Тех нескольких секунд, когда лодка уже погрузилась, но дизель ещё работал, водителю было достаточно для переключения на электродвижение, что и обуславливало высокую скорость экстренного погружения. Водитель просто закрывал люк и переводил рули на погружение, подключая электромотор уже под водой. Взрывная волна от глубинных бомб не наносила ущерба подлодкам, а отбрасывала их в сторону. Из-за маленького веса подлодки меняли крен и дифферент при любом перемещении груза внутри (например, при нахождении под перископом экипаж регулировал глубину подлодки наклоном своих тел вперёд или назад). В отличие от больших подлодок, мгновенно пеленгуемых и уничтожаемых авиацией и флотом противника, Зеехундам благодаря малым размерам удавалось оставаться незамеченными и успешно выполнять диверсионные задачи в условиях полного господства союзников на море и в воздухе.

## Боевое применение
Из тысячи запланированных к постройке Зеехундов были завершены 285, из них принимали участие в боевых действиях 138 мини-лодок. Достроенные субмарины получили номера от U-5001 до U-6252. За период с января по май 1945 года этим лодкам удалось потопить 9 судов союзников общим водоизмещением 18384 тонны и повредить ещё 3 судна водоизмещением 18451 тонну, при этом 35 лодок было потеряно.
Большая часть этих лодок действовала из Эймейдена (северная Голландия), где обычно базировались 30-40 «Зеехундов». Они выходили в море ночью малыми группами и пробирались в Дуврский пролив.